# Ryszard Skowronek
Pour les articles homonymes, voir Skowronek (homonymie).
Ryszard Skowronek (né le 1er mai 1949 à Jelenia Góra) est un athlète polonais, spécialiste du décathlon.

## Biographie
Ryszard Skowronek prend part au décathlon des Jeux olympiques de 1972, mais il abandonne à l'issue du lancer du disque.
En 1973, il remporte l'Universiade organisée à Moscou devant les Soviétiques Mykola Avilov et Rudolf Sigert. En 1973 également, il réalise la meilleure performance mondiale de l'année dans cette discipline en atteignant le total de 8206 points.
L'année suivante, il devient champion d'Europe avec 8 207 points, devant le Français Yves Le Roy et l'Ouest-allemand Guido Kratschmer.
Aux Jeux olympiques de 1976, Ryszard Skowronek se classe 5e avec 8 113 points.

### Palmarès
| Date | Compétition           | Lieu     | Résultat | Performance |
| ---- | --------------------- | -------- | -------- | ----------- |
| 1973 | Universiade           | Moscou   | 1er      | 7 965 pts   |
| 1974 | Championnats d'Europe | Rome     | 1er      | 8 207 pts   |
| 1976 | Jeux olympiques       | Montréal | 5e       | 8 113 pts   |

### Records
| Épreuve   | Performance | Lieu | Date |
| --------- | ----------- | ---- | ---- |
| Décathlon | 8 229 pts   | —    | 1974 |